# 473 Nolli
Nolli (asteroide 473) é um asteroide da cintura principal, a 2,3804545 UA. Possui uma excentricidade de 0,1061368 e um período orbital de 1 587,38 dias (4,35 anos).
Nolli tem uma velocidade orbital média de 18,25149049 km/s e uma inclinação de 12,91048º.
Este asteroide foi descoberto em 13 de Fevereiro de 1901 por Max Wolf.
Seu nome é uma homenagem a Giambattista Nolli.